# Poppy Baring
Helen Azalea Baring (Cowes, 8 de novembro de 1901 – Sandwich, 15 de outubro de 1979), mais conhecida pelo apelido de Poppy, foi uma socialite e modista britânica e membro do Bright Young People. Ela chegou a ser noiva dos príncipes Alberto, Duque de Iorque e Jorge, Duque de Kent, filhos do rei Jorge V do Reino Unido, sendo julgada como "inadequada para o casamento" ambas as vezes.

## Biografia
Nascida em 8 de novembro de 1901, em Cowes, Ilha de Wight, Poppy era filha de Sir Godfrey Baring, 1.º Baronete e Eva Hermione Mackintosh. Poppy era descendente direta do senador William Bingham, outrora o homem mais rico dos Estados Unidos, e de sua esposa, Anne Willing Bingham. A filha de Bingham se casou com Baring no primeiro grande casamento social internacional entre uma noiva norte-americana e um noivo britânico. Através da família paterna, os Barões Baring de Revelstoke, Poppy foi uma prima distante de Lady Di.
Em 1921, Alberto, Duque de Iorque (o futuro rei Jorge VI), apaixonou-se por Poppy. Ele propôs casamento, ela aceitou, mas a rainha Maria deixou claro que o casamento era impossível devido a má reputação da noiva. Seis anos depois, ela teve um caso com o príncipe Jorge, Duque de Kent, mas desta vez foi o rei, Jorge V, que se opôs ao romance porque Poppy não era "adequada". No entanto, ela e o príncipe Jorge foram amantes por muitos anos.
Sua amiga íntima era Lois Sturt. Em outubro de 1925, Poppy assistiu à pequena e aparentemente secreta cerimônia de casamento de Francis Hastings, 16.º Conde de Huntingdon, com Christina Casati, filha de Luisa Casati. Após o casamento, Poppy e Napier Sturt, 3.º Barão Alington (irmão de Lois) acompanharam os noivos até Dover.

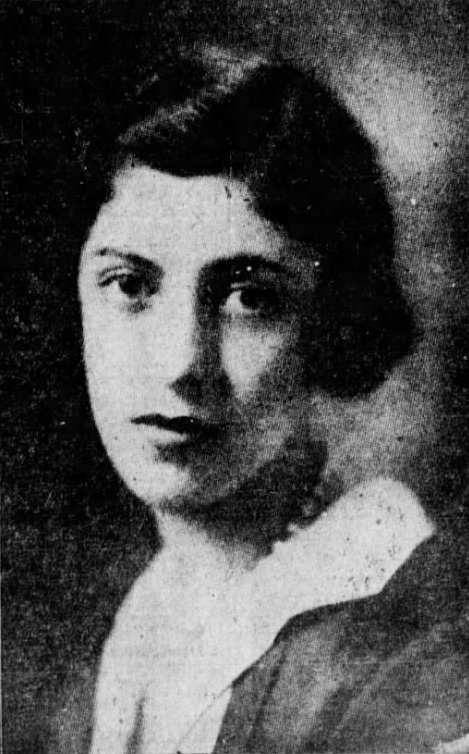
Poppy Baring em 1925

Em 1927, Poppy abriu uma loja de roupas chamada Poppy's na Down Street, onde vendia peças da última moda.
Em 17 de dezembro de 1928, ela se casou com William Piers "Peter" Thursby, um jogador de críquete de Eton, filho do reverendo Harvey William Gustavus Thursby e Margaret Emily Mount.
Ela morreu em 1979 em sua casa em Sandwich, Kent.